# Міський комітет
Міський комітет  (скор. Міськком) – вищий орган міської організації КПРС, та споріднених партій і організацій (КПУ, ВЛКСМ, ЛКСМУ та інші). Використовувався також іншими партіями у СРСР та у державах радянського блоку.

## Історія
Міські організації столиць та найбільших міст створені в 1919. Міськкоми міст республіканського значення підпорядковувалися безпосередньо центральному комітету (ЦК) відповідної республіки. Міськкоми міст повітового чи губернського значень підпорядковувалися повітовим комітетам (повіткомам) чи губернським комітетам (губкомам). 
У 1923 році проводиться адміністративна реформа у СРСР. Поділ «волость-повіт-губернія» змінюють на «район-округа-губернія». Повіти ліквідовуються, а замість них шляхом укрупнення створюються округи, а шляхом укрупнення волостей — райони. Міськкоми міст районного, окружного чи губернського значень підпорядковувалися районним комітетам (райкомам), окружним комітетам (окружкомам) чи губернським комітетам (губкомам). 
У 1925 році поділ на губернії було скасовано, було поступово введено поділ «сільрада-район-округа».
Постановою ЦВК та РНК СРСР від 20/VII-1930 р. «О ліквідації округів» було зазначено скасування округів, а також перехід від поділу «район-округа-республіка», до поділу «район-республіка». Міські комітети мали районне чи республіканське підпорядкування. 
Обласний поділ введений в УРСР 27 лютого 1932, в той же час в партійних організаціях з’являються «обкоми». Міськкоми міст республіканського значення підпорядковувалися безпосередньо центральному комітету (ЦК) відповідної республіки. Міськкоми міст обласного чи районного значень підпорядковувалися обласним комітетам (обкомам) чи районним комітетам (райкомам).
У великих містах які були поділені на райони, в підпорядкуванні міських комітетів були районні комітети (райкоми).
Після заборони у 1991 році КПРС міськкоми були розпущені.

## Різновиди
- Міський комітет КПРС
- Міський комітет КПУ
- Міський комітет ВЛКСМ (див. ВЛКСМ)
- Міський комітет ЛКСМУ (див. ЛКСМУ)